# مردم ناشی
مردم ناشی (انگلیسی: Nakhi people) ساکن کوهپایه های هیمالیا در قسمت شمال غربی استان یون‌نان یکی از استان‌های جمهوری خلق چین ، و همچنین قسمت جنوب غربی استان سیچوآن  هستند.